# Michael Seidman
Michael Seidman (Filadelfia, 1959) es un historiador e hispanista estadounidense, profesor en la Universidad de Carolina del Norte en Wilmington.
En 1991 publicó a través de la editorial University of California Press Workers Against Work, un trabajo que proyecta una mirada alternativa al estudio histórico de la clase obrera del siglo XX, un «excelente libro» según W. Scott Haine, una lectura «sorprendente» y «provocadora» según Santidrián Arias, y en palabras de Helen Graham «un libro interesante, pero insatisfactorio», basado en un proyecto «disparatado». José Andrés Rojo señala que en algunas conclusiones «se acerca a la especulación». Una edición en castellano de la obra, titulada Los obreros contra el trabajo, fue publicada en 2014 por la editorial Pepitas de Calabaza.
En 2002 apareció Republic of Egos: A Social History of the Spanish Civil War, publicada por la editorial de la Universidad de Winconsin, y que se publicó traducida al castellano en 2003 con el título A ras de suelo. Ofrece una nueva imagen de los aspectos sociales de la Guerra Civil y una de las ideas que defiende es que durante la guerra el sentimiento que predominó entre los españoles fue el individualismo. Paul Preston la describe como un intento «defectuoso» a la hora de abordar la historia social de la guerra. En 2004 publicó The Imaginary Revolution: Parisian Students and Workers in 1968, sobre el Mayo del 68 francés, y en 2012 La victoria nacional. La eficacia contrarrevolucionaria en la Guerra Civil. En esta última obra sostiene la tesis de que una de las circunstancias clave en la derrota de la República durante la guerra civil fue una organización social y económica más eficaz en la retaguardia del bando sublevado.